# 厚唇腹瓢蝦虎
厚唇腹瓢蝦虎（学名：Pleurosicya coerulea）为辐鳍鱼纲虾虎鱼目鰕虎科腹瓢鰕虎魚屬下的一个种。该物种分布于印度洋-太平洋海域，栖息深度为3米至20米，体长可达2.2公分。